# Kościół Wniebowzięcia Najświętszej Maryi Panny w Favarze
Kościół Wniebowzięcia Najświętszej Maryi Panny (wł. Chiesa della Madonna Assunta), powszechnie znany jako Chiesa Madre – rzymskokatolicka świątynia parafialna we włoskim mieście Favara, na Sycylii.

## Historia
Świątynię wzniesiono na początku XVIII wieku. Obecny wygląd został jej nadany podczas przebudowy w latach 1892–1898. Początkowo ta odbywała się według projektu katańskiego architekta o nazwisku Sciuti Patti, lecz przez chorobę nie mógł nadzorować budowy. Ostatecznie Achille Viola z Castronovo częściowo zmienił projekt i dokończył przebudowę. Na czas prac budowlanych część wyposażenia kościoła przeniesiono do kościoła Matki Bożej z Góry Karmel, który tymczasowo pełnił funkcję kościoła parafialnego, lecz nie wszystkie elementy wróciły do świątyni po skończeniu remontu.

## Architektura i wyposażenie
Budowla neorenesansowa, wzniesiona na planie centralnym. Świątynia ma wysokość 56 metrów do krzyża zwieńczającego kopułę. Wnętrze kościoła zdobi drewniany ołtarz św. Antoniego Padewskiego, patrona miasta, ufundowany przez Antoniego Mendolę w 1898 roku. Prócz tego w kościele znajdują się ołtarze z 1902 poświęcone Świętej Rodzinie i Najświętszemu Sercu Jezusa.